# Stagno di S'Ena Arrubia
Lo stagno di S'Ena Arrubia è una zona umida situata lungo la costa occidentale della Sardegna, all'altezza del golfo di Oristano. Appartiene amministrativamente al comune di [Arborea].

Già dagli anni '70 inserito nella lista delle zone umide di importanza internazionale predisposta sulla base della convenzione di Ramsar, in base alla direttiva comunitaria "Habitat" n. 92/43/CEE e "Uccelli" n. 79/409/CEE "Uccelli" viene dichiarato sito di interesse comunitario (ITB030016) e zona di protezione speciale (ITB034001) e conseguentemente inserito nella rete Natura 2000, un sistema di aree dedicate alla conservazione della biodiversità, caratterizzate dalla presenza di habitat e specie faunistiche e floristiche di elevato interesse. Condivide la stessa area SIC con gli stagni di Zugru Trottu e Pauli Grabiolas.

Lo stagno appartiene al demanio della Regione Sardegna che concede lo sfruttamento professionale delle sue risorse ittiche; viene esercitata l'attività di pesca a diverse specie tra cui mugilidi, orate, spigole, saraghi e granchi.